# Rafael Bastos
Rafael Bastos (Rio de Janeiro, 1 januari 1985) is een Braziliaans voetballer.